# Kóczián Éva
Kóczián Éva, Földyné  (Budapest, 1936. május 25. –) világbajnok magyar asztaliteniszező, Kóczián József világbajnok asztaliteniszező testvére.
1950-től a Nyugati Pályaudvar Sport Kör, 1952-től a Vasas Mávag, 1955-től a Vasas, 1957-től a Budapesti Vörös Meteor, majd 1971-től a Főkert HSC asztaliteniszezője volt. 1952-től 1968-ig szerepelt a magyar válogatottban. Az időszak egyik legeredményesebb magyar női asztaliteniszezője. A világbajnokságokon összesen tizenkét érmet – köztük az 1955. évi utrechti világbajnokságon Szepesi Kálmánnal vegyes párosban egy aranyérmet – nyert. Legjobb egyéni eredménye az 1961-ben Pekingben elért világbajnoki második helyezés. Három alkalommal – 1958-ban Budapesten, 1960-ban Zágrábban és 1964-ben Malmőben – nyert egyéniben Európa-bajnoki címet. Az aktív sportolást 1968-ban fejezte be.

## Sporteredményei
- világbajnok 
  - vegyes páros: 1955 (Szepesi Kálmánnal)
- kétszeres világbajnoki 2. helyezett 
  - egyéni: 1961
  - csapat: 1954
- kilencszeres világbajnoki 3. helyezett 
  - egyes: 1954, 1955, 1959
  - női páros: 1967 (Heirits Erzsébettel)
  - vegyes páros: 1953, 1963 (Földy Lászlóval és Faházi Jánossal)
  - csapat: 1953, 1963, 1967
- négyszeres világbajnoki 4. helyezett 
  - csapat: 1955, 1957, 1959, 1961
- világbajnoki 5. helyezett:
  - csapat: 1965
- hatszoros Európa-bajnok:
  - egyes: 1958, 1960, 1964
  - női páros: 1966 (Heirits Erzsébettel)
  - csapat: 1960, 1966
- háromszoros Európa-bajnoki 2. helyezett:
  - női páros: 1958, 1960 (Mossóczy Líviával és Máté Sárával)
  - vegyes páros: 1958 (Sidó Ferenccel)
- kétszeres Európa-bajnoki 3. helyezett:
  - egyes: 1966
  - csapat: 1958
- Európa-bajnoki 4. helyezett:
  - csapat: 1968
- főiskolai világbajnok
  - vegyes páros: 1954 (Földy Lászlóval)
- kétszeres főiskolai világbajnoki 2. helyezett:
  - egyes: 1954
  - női páros: 1954 (Máté Sárával)
- harminckétszeres magyar bajnok:
  - egyéni: 1955, 1958, 1959, 1961, 1963, 1967,
  - női páros: 1957, 1959, 1961, 1963, 1964, 1965
  - vegyes páros: 1954, 1955, 1958, 1959, 1960, 1961, 1962, 1963, 1968
- csapat: 1952, 1953, 1954, 1955, 1957, 1958, 1959, 1960, 1961, 1962, 1964

## Díjai, elismerései
- Az európai asztalitenisz hírességek csarnokának tagja (2015)[2]